# Empoli
Empoli é uma comuna italiana da região da Toscana, província de Florença, com cerca de 44.012 habitantes. Estende-se por uma área de 62 km², tendo uma densidade populacional de 710 hab/km². Faz fronteira com Capraia e Limite, Castelfiorentino, Cerreto Guidi, Montelupo Fiorentino, Montespertoli, San Miniato (PI), Vinci.
A comuna é tipicamente ligada aos costumes italianos. Acredita-se que era povoada antes mesmo do império romano, pois a cidade margeia o conhecido rio Arno. Durante a idade média foi cercada por grandes muros, e foi ponto estratégico por estar situada basicamente entre as cidades de Pisa e Florença. Durante a segunda guerra mundial, Empoli foi praticamente destruida. Os muros que cercavam a cidade foram derrubados, restando apenas alguns vestígios da sua arquiteturta medieval. Uma importante ferrovia corta a cidade, ligando importantes regiões entre si, como a cidade portuária de Livorno, Pisa, Pontedera Terme, Florença, entre outras. Essa ferrovia foi utilizada pelos nazistas durante a segunda guerra mundial, tornando-se assim alvo principal dos bombardeios norte-americanos.
Nos dias atuais, a cidade carrega o ar toscano. Seus habitantes desfrutam da terra fértil, produzindo produtos de campo de altíssima qualidade, tais como vinhos, azeites, trigo, queijos, etc.

## Demografia
| Variação demográfica do município entre 1861 e 2011                               |
|                                                                                   |
| Fonte: Istituto Nazionale di Statistica (ISTAT) - Elaboração gráfica da Wikipedia |